# 彭延 (紐約州)
彭延（英語：Penn Yan）是位於美國紐約州耶芝縣的村。

## 人口
根據2020年美國人口普查的數據，彭延的面積為6.36平方千米，當中陸地面積為6.22平方千米，而水域面積為0.14平方千米。當地共有人口5056人，而人口密度為每平方千米795人。